# Platoide Sprachen

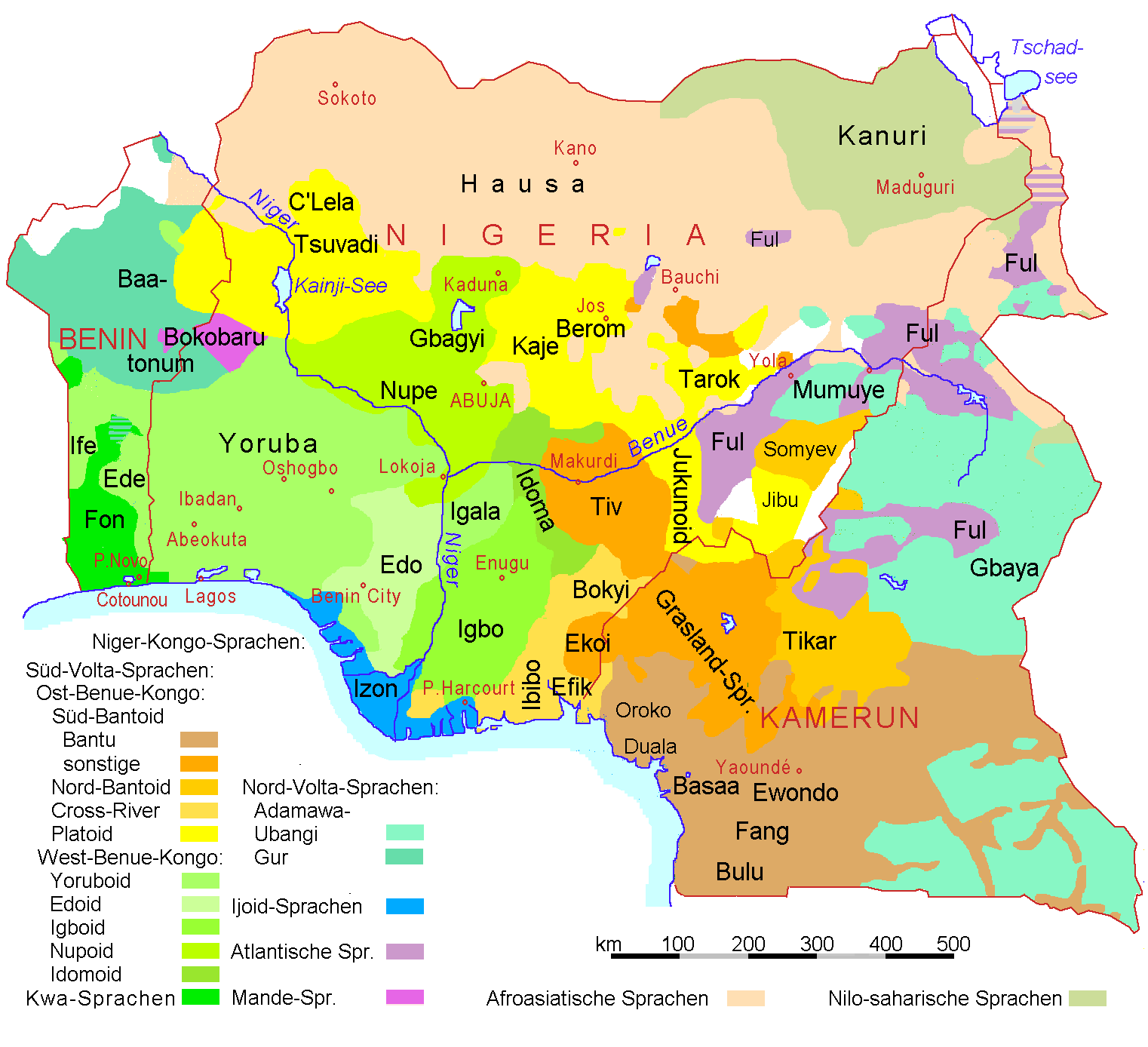
West-Benue-Kongo, Platoid, Cross-River-Sprachen, Nord-Bantoid, Süd-Bantoid außer Bantu und die Nordwestecke des Bantu-Gebietes

Die platoiden oder zentralnigerianischen Sprachen bilden eine Untereinheit des Ost-Benue-Kongo, eines Zweiges der Benue-Kongo-Sprachen, die ihrerseits zum Niger-Kongo gehören.
Die rund 120 platoiden Sprachen werden von etwa 3,5 Millionen Menschen in Nord-, Nordost- und Zentral-Nigeria gesprochen. Zentrum und Namensgeber der Sprachgruppe ist das Plateau von Jos. Ihre Untereinheiten sind die Kainji-Sprachen, Jos-Plateau-Sprachen (mehrere genetische Einheiten), das Tarokoid und Jukunoid.

## Position des Platoid innerhalb des Niger-Kongo
- Niger-Kongo
  - Volta-Kongo
    - Süd-Volta-Kongo
      - Benue-Kongo
        - Ost-Benue-Kongo
          - Platoid
          - Bantoid-Cross

## Überblick
Die Kainji- und Plateau-Sprachen sind bisher wenig dokumentiert, die beste Darstellung bietet Ludwig Gerhardt in Bendor-Samuel 1989. Die Untergruppen des Zentral-Nigerianischen sind Kainji (etwa 50 Sprachen mit 1 Mio. Sprechern), mehrere genetische Einheiten der Jos-Plateau-Sprachen (zusammen etwa 40 Sprachen mit knapp 2 Mio. Sprechern), die tarokoiden Sprachen (4 Sprachen mit 310.000 Sprechern) und die jukunoiden Sprachen (16 Sprachen mit 350.000 Sprechern). Es gibt nur wenige größere platoide Sprachen, erwähnenswert sind Berom, Tarok und Kaje mit jeweils etwa 300.000 Sprechern. Im Durchschnitt hat jede zentral-nigerianische Sprache nur etwa 30.000 Sprecher, entsprechend klein sind ihre Verbreitungsgebiete. Jukun war die Sprache des einst mächtigen Jukunreiches (Ende des 1. Jahrtausends n. Chr.), seine Nachfolgesprachen sind die jukunoiden Sprachen.

## Klassifikation
Die folgende Klassifikation der platoiden Sprachen basiert auf Williamson-Blench (in Heine-Nurse 2000) und dem unten angegebenen Weblink.
Klassifikation der platoiden (zentralnigerianischen) Sprachen
- Platoid oder Zentral-Nigerianisch
  - Kainji
    - Ost: Jera (65 Tsd.), Sanga (20 Tsd.); Atsam (30 Tsd.)
    - West
      - Duka: C'Lela (Lela) (100 Tsd.), Hun-Saare (75 Tsd.), Puku-Geeri-Keri-Wipsi (40 Tsd.)
      - Kamuku: Kamuku (30 Tsd.), Acipa (25 Tsd.)
      - Baushi: Baushi (20 Tsd.), Gurmana
      - Bassa: Bassa (100 Tsd.)
      - Kambari: Tsuvadi (150 Tsd.), Cischingini (80 Tsd.), Tsishingini (80 Tsd.), Tsikimba (50 Tsd.)
      - Kainji-Lake: Laru, Lopa (je 5 Tsd.)
      - Reshe: Resche (45 Tsd.)

  - Nord-West-Plateau
    - Nord-Plateau: Ikulu (50 Tsd.), Kadara (40 Tsd.)
    - West-Plateau
      - Nordwest: Jaba (100 Tsd.), Kamantan (10 Tsd.)
      - Südwest: Kwanka (220 Tsd.), Mada (100 Tsd.); Kuche (50 Tsd.); Eggon (150 Tsd.), Nungu (50 Tsd.)

  - Zentral-Plateau
    - Nord: Aten (40 Tsd.)
    - Süd: Kaje (Jju) (300 Tsd.), Katab (130 Tsd.), Irigwe (40 Tsd.), Izere (Afusare (50 Tsd.))

  - Südost-Plateau: Fyam (12 Tsd.)
  - Süd-Plateau: Berom (300 Tsd.), Lijili (50 TSD)
  - Tarokoid: Tarok (Yergam) (300 Tsd.), Tapshin, Pai, Yangkam
  - Jukunoid
    - Jukun: Jukun Takum (40 Tsd.), Jibu (30 Tsd.), Wase
    - Mbembe: Tigon-Mbembe (60 Tsd.)
    - Kororofa: Wapan (Wukari) (60 Tsd.)
    - Wurbo: Bandawa-Minda-Kunini (10 Tsd.)
    - Kpan-Icen: Icen (50 Tsd.), Kpan
    - Yukuben-Kutep: Kutep (50 Tsd.), Yukuben (15 Tsd.)

  - Toro (Turkwam) (4 Tsd.)
  - Arum-Tesu (4 Tsd.)
  - Ayu (4 Tsd.)
  - Nkawak

## Sprachliche Charakteristik
Die meisten Kainji- und Plateau-Sprachen und einige jukunoide Sprachen besitzen Nominalklassensysteme (am vollständigsten das Kutep), die übrigen jukunoiden und die tarokoiden Sprachen haben nur noch reduzierte Klassensysteme. Meistens werden zur Kennzeichnung der Klassen Präfixe verwendet, gelegentlich aber auch Suffixe (z. B. im Tigon-Membe). Verbalableitungen sind weitverbreitet. Die normale Satzstellung ist SVO, in der Regel werden Präpositionen, keine Postpositionen verwendet. Das Nomen geht seinen Ergänzungen voran, die Nominalphrasen haben also die Grundform Nomen + Genitiv, Nomen + Adjektiv, Nomen + Possessivum und Nomen + Numerale.